# Eyðgunn Samuelsen
Eyðgunn Samuelsen (szül. Henriksen) (Sørvágur, 1959. május 23. –) feröeri tanár és politikus, a Javnaðarflokkurin tagja.

## Pályafutása
Politika- és történelemtudományi diplomát szerzett, és Klaksvíkban tanít.
Klaksvík község tanácsának tagja, valamint 2008 óta a Løgting tagja Helena Dam á Neystabø helyett. A pénzügyi bizottság alelnöke és a kulturális bizottság tagja.

## Magánélete
Szülei Ann és Anton Henriksen. Férjével, Jóan Hendrik Svabo Samuelsennel és két gyermekükkel együtt Klaksvíkban él.

## Fordítás
- Ez a szócikk részben vagy egészben az Eyðgunn Samuelsen című norvég Wikipédia-szócikk ezen változatának fordításán alapul.  Az eredeti cikk szerkesztőit annak laptörténete sorolja fel. Ez a jelzés csupán a megfogalmazás eredetét és a szerzői jogokat jelzi, nem szolgál a cikkben szereplő információk forrásmegjelöléseként.